# Erik von Markovik
Erik von Markovik, all'anagrafe Erik James Horvat-Marković e noto come Mystery (Toronto, 24 settembre 1971), è un illusionista, scrittore e conduttore televisivo canadese.

## Biografia
Il personaggio di Mystery è stato creato da Marković alla fine degli anni '90. All'epoca, col nome di Natural Magic, eseguiva numeri da mentalista in vari locali di Toronto, Las Vegas e Hollywood. Il nuovo nomignolo nacque come nickname per Internet. Ha acquisito fama mondiale di seduttore a partire dal 2005, anno di pubblicazione del suo libro The Mystery Method: How to Get Beautiful Women Into Bed, pubblicato in Italia con il nome di Il metodo Mystery: un approccio infallibile per sedurre le donne più belle del mondo.
Descrive sé stesso come un talento scopertosi tardi, con uno scarsissimo successo iniziale con le donne. Il libro riporta vari casi di amicizie giunte oltre i trenta anni con poche o nulle relazioni (femminili), e amicizie maschili vere e proprie.
Frequentando locali notturni, con la pratica, l'osservazione delle interazioni sociali in luoghi quali bar, discoteche, night, caffè e posti del genere, insieme a varie idee prese a prestito dalla psicologia evoluzionistica, ha elaborato il Mistery Method, ora divenuto Love Systems. Condivise queste idee nella Usenet alt.seduction.fast, dove acquisì una certa notorietà per il suo approccio sistematico: "idea", pratica nei locali notturni, report dettagliato della serata.
Trasmise le sue conoscenze a Neil Strauss, che poi divenne il suo braccio destro (wingman). Insieme ad un gruppo di aspiranti apprendisti, condivisero uno spazio a Hollywood dal quale prese avvio il cosiddetto "Progetto Hollywood". La storia dell'amicizia tra Mistery e Neil Strauss è raccontata nel libro The Game.
Mistery è stato il conduttore del reality show Il Re del Rimorchio (The Pickup Artist), in due serie.
Alla conclusione del libro The Game, scritto con Neil Strauss, quest'ultimo afferma che una vita di solo rimorchio (femminile) è da perdenti, e auspica che i metodi di rimorchio insegnati diventino quanto prima parte di una più sana vita, equilibrata e bilanciata.
Nel 2004, Mistery ha formato una nuova partnership con l'esperto di dating Nick Savoy, fondando la Mistery Method Corporation, sebbene Mistery abbia smesso di condurre programmi televisivi nel 2005. Alla fine del 2006, fonda la sua propria società, la Venusian Arts. La Mistery Corporation continuò ad operare anche dopo il suo abbandono, cambiando nome in Love Systems.

## Il Metodo Mistery
Nel libro il Metodo Mistery, descrive, con un suo lessico di termini, un metodo per creare attrazione sessuale col soggetto del proprio interesse. Per il metodo, ogni relazione ha un inizio (Corteggiamento), un centro (Relazione sessuale) e una conclusione (Separazione). L'inizio (corteggiamento) avrebbe tre stadi: rimorchio, centro partita e finale di partita. La struttura del corteggiamento si svolge in tre passi: Attrazione, Costruzione del Comfort e Seduzione.
Salute, ricchezza e amore offrono lo scopo ultimo della vita che sarebbe la sopravvivenza, mentre il penultimo scopo è la riproduzione dei propri geni. Le arti marziali sono una serie di routine apprese con la ripetizione e interiorizzate, che migliorano la probabilità di sopravvivenza; le arti venusiane sono routine apprese con la ripetizione, che migliorano la probabilità di riproduzione. In questo processo, l'attrazione sessuale non sarebbe la libera scelta di un principio di amore, ma un meccanismo di selezione inconscio ed ereditario da attivare con opportune modalità.
Il maschio alfa dominante del gruppo ha, fra le altre, queste caratteristiche:
- forma schieramenti sociali (sessuali e non) con persone simili "di alto valore", che aumentano il suo valore di sopravvivenza e di riproduzione[6];
- fa scattare nella donna l'interruttore della preselezione naturale riservato alle persone di alto valore, quando lei vede che ha già raccolto in precedenza l'approvazione di altre donne;
- è in grado di evitare lo "scudo protettivo", a volte volgare e aggressivo, che le donne alzano contro gli approcci degli uomini, per la noia delle conversazioni gentili e banali. Nella costruzione del comfort, l'uomo mostra che è interessato al sesso e, solo in secondo luogo, a una (potenziale) relazione sentimentale[7].
- assume una posizione interiore ed esteriore di totale disinteresse, liberato dall'attaccamento emotivo a un esito auspicato[8].

Il Metodo M3 si divide in tre fasi e ciascuna in tre ulteriori sottofasi:
- A - Attrazione:
  - A1 - Apertura: l'uomo apre un set o "aggancia" con una battuta rompighiaccio in cui acquista la stima del gruppo, ignorando inizialmente la donna bersaglio;
  - A2 - Interesse donna-uomo/Valore: l'uomo, "come un pavone", mostra valore (passato e nel momento) e al contempo disinteresse per lei. Lei ricambia con indicatori di interesse, spesso inconsapevoli;
  - A3 - Interesse uomo-donna/Qualificazione: l'uomo è il premio e la "ricompensa", dandole interesse.
- C - Comfort;
- S - Seduzione: fino al sesso.

## Opere
- Il metodo Mystery: un approccio infallibile per sedurre le donne più belle del mondo (The Mystery Method: How to Get Beautiful Women Into Bed), Editore: TEA, ISBN 978-88-502-1239-2.